# Punkt apteczny
Punkt apteczny – placówka spełniająca podobną funkcję jak apteka, która może zostać usytuowana jedynie na terenie wiejskim, o ile na terenie danej wsi nie jest już prowadzona apteka ogólnodostępna.
Punkt apteczny prowadzi obrót detaliczny produktami leczniczymi z wyłączeniem postaci leku w ampułkach, produktów leczniczych należących do grupy leków bardzo silnie działających, psychotropowych i narkotycznych. W punkcie aptecznym musi być ustanowiona osoba odpowiedzialna za jego prowadzenie. Zgodnie z art. 70 pkt. 2 Ustawy Prawo farmaceutyczne punkt apteczny może prowadzić osoba fizyczna, osoba prawna oraz niemająca osobowości prawnej spółka prawa handlowego. Zgodnie z postanowieniami ww. ustawy (art. 70 pkt. 2a) kierownikiem takiej placówki może być farmaceuta z rocznym stażem lub technik farmaceutyczny, posiadający trzyletni staż pracy w aptekach ogólnodostępnych.